# Вилюйская нефтеразведочная экспедиция
Вилюйская нефтеразведочная (с 1979 г. нефтегазоразведочная) — экспедиция (НРЭ) была организована в п. Кысыл – Сыр Вилюйского района Якутской АССР 15 апреля 1972 г. на базе реорганизуемой Северо–Якутской НРЭ. Мероприятие реализовывалось в соответствии с приказом по Министерству геологии РСФСР №176 от 28.03.1972 года в связи с резким ростом объёмов геологоразведочных работ на нефть и газ на территории Якутской АССР и в целях дальнейшего совершенствования организации управления этими работами. 
Начальниками экспедиции в разное время были: В.Д. Матвеев, Ю.И. Пелипенко, Д.А. Лепсверидзе, В.А. Тарасов, Г.В. Новиков. Главными инженерами – Э.Р. Туги, В.А. Белинкин, С.А. Зайцев, А.А. Тарков, А.Ю. Попов. Главными геологами - В. Г. Козловский, В.С. Головачёв, Г.В. Новиков, В.В.Соловьёв. Заместителями начальника работали: Л.Н. Львовский, Б.Г. Рубан, В.И. Кокорин, П.А. Кречетов. Основными отделами аппарата управления (АУП), службами (цехами) последовательно руководили: геологическим – Ю.Д. Горшенин, Ф.В. Софьянников; производственно – техническим – В.И. Анисковцев, А.И. Иващенко, С.Ф. Ермакова; технологическим – О.Н. Спиридонов, В.Н. Мельник, А.М. Моисеев, В.Ф. Янкевич, Е.Ф. Шеланков; бухгалтерией – Е.П. Китаева, Г.Д. Адамова; плановым – Г.Г. Ушаков, А.Ф. Бобров; ООТиЗП – В.И. Кокорин, О.В. Шарагин, П.Т. Дорошева; ЦИТС – С.А. Зайцев, В.А. Данилов, С.Ю. Попов, В.А. Бережнов; ОГМ (главный механик) – М.В. Вельгуш, Г.М. Урсу, Н.Я. Литвиненко; ОГЭ (главный энергетик) - И.И. Каниболоцкий, С.Д. Батагов, цехом испытания скважин – В.П. Тощев, Д.И. Александров, В.Ф. Писахович, Е.И. Юшков, ВМЦ (ВМК) – П.Г. Терещенко, Д.А. Лепсверидзе, В.Ф. Гудухин.
За период деятельности в рамках плановой экономики (1972 – 1992 гг. коллективом экспедиции были открыты и разведаны разные по масштабам Соболохское, Среднетюнгское, Андылахское и Нижнетюкянское газоконденсатные месторождения (ГКМ), разведаны ранее открытые Северо – Якутской НРЭ Толон – Мастахское, Неджелинское (объединено с Соболохским) ГКМ. Выполнен большой объём работ по оценке перспектив нефтегазоносности обширных малоизученных территорий Западной Якутии, а после ликвидации Сангарской и Чаро-Токкинской НГРЭ, Лено – Анабарского и Зырянского прогибов на севере и северо – востоке Якутии.
Кроме ведения геологоразведочных работ Вилюйская НРЭ на первом этапе приняла активное участие во вводе в разработку Мастахского ГКМ (В.Е. Болонов, Ю.М. Гинсбург). Где в подготовке (расконсервации) продуктивных скважин участвовали бригады по испытанию мастеров В.Ф. Гладидина, Е.И. Юшкова, В.С. Алфёрова. А буровыми бригадами были пробурены отдельные эксплуатационные скважины. Что позволило Якутскому управлению по добыче и транспорту газа обеспечить подачу необходимых объёмов газа в Якутск, после ввода в эксплуатацию магистрального газопровода (МГ) Мастах – Берге (врезка в МГ Промышленный – Якутск (Покровск).
Достойный вклад в реализацию геологических и производственных задач стоявших перед экспедицией внесли буровые мастера: В.С. Бережной, А.П. Ватунский, Вахрушев, Э.И. Горянский, А.И. Костенко, В.В. Лебедев, В.В. Пеньков, В.И. Соснин, Н.М. Уваровский, М.М. Флийчук; геологи: В.П. Шабалин, Г.В. Новиков, А.Г. Попов, Н.П. Селищев, Зотов; мастера по испытанию; Е.И. Юшков, Ю.Н. Ярославцев, В.Н. Гладилин, Н.Н. Могила; геологи – исследователи (испытатели): В.Ф. Писахович, Н.И. Морозов, А.Д. Попов, Р.Т. Степанов и другие.